# Cistugo seabrae
Cistugo seabrae is een zoogdier uit de familie van de Cistugidae. De wetenschappelijke naam van de soort werd voor het eerst geldig gepubliceerd door Thomas in 1912.

## Voorkomen
De soort komt voor in Zuid-Afrika, Namibië en Angola.